# Michèle Detaille
Michèle Detaille (Bastenaken, 14 juni 1957) is een Belgisch ondernemer en bestuurder en voormalig volksvertegenwoordiger en burgemeester.

## Levensloop
Michèle Detaille is afgestudeerd aan de Université catholique de Louvain als licentiaat in de politieke wetenschappen en de internationale betrekkingen.

### Politieke carrière
Van 1980 tot 1982 was Detaille politiek adviseur van PRL-voorzitter en minister Jean Gol en van 1982 tot 1984 adviseur op het kabinet van minister van Openbare Werken Louis Olivier. Ook was ze van 1982 tot 2000 bestuurder van CRISP, het centrum voor sociaal-politiek onderzoek en informatie.
Voor de PRL werd ze in 1982 verkozen tot gemeenteraadslid van Vaux-sur-Sûre. Begin 1983 werd ze er op 25-jarige leeftijd burgemeester en was daarmee op dat ogenblik de jongste burgemeester van Wallonië. Detaille bleef actief als gemeenteraadslid en burgemeester tot in december 2000, waarna ze de actieve politiek verliet. Ook zetelde ze van 1985 tot 1987 voor het arrondissement Neufchâteau-Virton in de Kamer van volksvertegenwoordigers en als gevolg van de toenmalige dubbelmandaten automatisch ook in de Waalse Gewestraad en de Franse Gemeenschapsraad. In de Waalse Gewestraad was ze secretaris van de commissie voor Leefmilieu en Landbouw. In december 1987 werd Detaille niet meer herkozen en bij daaropvolgende verkiezingen was ze geen kandidaat meer. Van 1993 tot 1996 was ze nog ondervoorzitter van de PRL.

### Overige activiteiten
Na haar nationale politieke carrière werd Detaille actief in de ondernemerswereld, de industriële wereld en in de sector van financiële dienstverleningen. Van 1988 tot 1996 was ze marketingdirecteur van Accor Services Benelux. Daarna werd ze in 1996 zaakvoerder van de Luxemburgse onderneming ALIPA Group met dochterondernemingen No-Nail Boxes, AllPack Services, Codiprolux en Lifteurop in Wiltz, WaluPack Services in Herstal en STAS in Sartrouville.
Van 2002 tot 2006 was ze lid van de nationale executieve van SEILA - France (Industrial packaging and logistics union) en vanaf 2003 bestuurder van ABCAL (Belgian association of purchasing, logistics and supply chain managers). Ook was ze van 2009 tot 2018 regent van de Nationale Bank van België, waar ze eerder van 2005 tot 2009 censor was. Ook werd Detaille bestuurder van FEDIL – The Voice of Luxembourg's Industry (bestuurder sinds 2005, ondervoorzitter van 2018 tot 2019 en voorzitter sinds 2019), de Université catholique de Louvain (2005-2019), FOCAL (Fondation Ouverte pour la Construction de l'Avenir du Luxembourg, tot 2016), investeringsmaatschappij Luxempart (sinds 2012), de Centrale Bank van Luxemburg (sinds 2021) en de investeringsmaatschappij Groupe HLD (sinds 2022). Ze is lid van het Institut Luxembourgeois des Administrateurs.
In 1986 werd Detaille geëerd als Outstanding Young Persons of the World.